# André Derrien
André Derrien   (Kemper, 31 de juliol de 1895 - Fouesnant, 4 d'abril de 1994) va ser un regatista francès que va competir durant la dècada de 1920.
El 1928 va prendre part en els Jocs Olímpics d'Amsterdam, on va guanyar la medalla d'or en la regata de 8 metres del programa de vela, a bord de l'Aile VI, junt a Donatien Bouché, Carl de la Sablière, Virginie Hériot, André Lesauvage i Jean Lesieur.